# Cruz de Guerra dos Teatros de Operações Exteriores
A Cruz de Guerra dos Teatros de Operações Exteriores (em francês:  Croix de guerre des Théâtres d'opérations extérieurs, ou simplesmente Croix de guerre des TOE) é uma condecoração militar francesa conferida a militares e civis que se distinguiram em operações efectuadas em território estrangeiro.
A Cruz de Guerra TOE é obtida por atos de guerra, uma ou mais citações individuais durante operações realizadas em teatros de operações externos desde 11 de novembro de 1918. Esta condecoração também pode ser concedida a unidades que receberam uma ou mais citações nas mesmas condições.

## História
Ao final da Primeira Guerra Mundial, o Armistício de 11 de novembro de 1918 encerrou a guerra entre a França e a Alemanha, mas os soldados franceses continuaram lutando em teatros fora da França metropolitana. As operações de combate continuaram na Síria, Palestina, Constantinopla, Marrocos, África Ocidental Francesa e África Equatorial Francesa. Uma lei foi aprovada em 30 de abril de 1921 estabelecendo a nova Croix de guerre para "Théâtres d'opérations extérieurs" (TOE). Ela foi planejada para comemorar as citações individuais concedidas durante operações realizadas desde 11 de novembro de 1918 ou que ocorreriam no futuro, por serviço de guerra diretamente relacionado a uma força expedicionária usada fora das fronteiras da França; o estatuto da Cuz de Guerra TOE era o mesmo da Cruz de Guerra de 1914-1918.
Após as operações de combate no período entre-guerras, a Croix de guerre des TOE foi novamente concedida por ações na Indochina, Madagascar, Coreia e durante a Crise de Suez. Após um hiato de 35 anos, foi novamente concedida para ações entre 17 de janeiro de 1991 e 5 de maio de 1992 durante a Guerra do Golfo pela Ordem do Ministro da Defesa de 17 de janeiro de 1991. Também foi estendida para operações militares conduzidas em Kosovo em 1999.

## Características
A Cruz de Guerra TOE é uma cruz de bronze patinado, cruzada por duas espadas, e centralizada pela efígie da República, a qual é cercada pela inscrição "República Francesa". A cruz é suspensa por uma fita de 36mm de largura composta por uma faixa azul-clara no centro, medindo 18mm, e duas faixas vermelhas de 9mm nas extremidades.